# Mickaël Laurent
Mickaël Laurent ist ein französischer Straßenradrennfahrer von Martinique.
Mickaël Laurent gewann 2004 bei der Tour de la Martinique den Prolog und die sechste Etappe. Im nächsten Jahr gewann er bei der Karibikmeisterschaft auf Aruba die Silbermedaille im Straßenrennen hinter seinem Landsmann Hervé Arcade. 2006 belegte er bei der Karibikmeisterschaft Platz sieben im Einzelzeitfahren und 2007 wurde er Sechster im Zeitfahren, sowie Fünfter im Straßenrennen. In der Saison 2008 war er auf einem Teilstück der Trophée de la Caribe erfolgreich.

## Erfolge
2004
- zwei Etappen Tour de la Martinique

2011
- eine Etappe Tour de la Martinique